# Dave & Jon's
Dave & Jon's, även skrivet Dave and Jon's, är ett svenskt varumärke för snacks, som bland annat omfattar smaksatta dadlar och mango. Det ägs av familjeföretaget Famora Foods i Uppsala som bildades 1987.
I november 2023 sålde Apotea 250 000 påsar av smaksatta dadlar. Produkterna finns även i livsmedelsbutiker.